# Bambi Meets Godzilla
Bambi Meets Godzilla ist ein US-amerikanisch-kanadischer Kurzanimationsfilm von Marv Newland aus dem Jahr 1969.

## Handlung
Bambi grast auf einer Wiese. Unvermittelt tritt Godzilla auf das Reh und zerquetscht es.

## Produktion
Bambi Meets Godzilla wurde von Marv Newland, der auch Regie führte, geschrieben, produziert und gezeichnet. Newland war zum Zeitpunkt des Filmdrehs Student am Art Center College of Design in Pasadena, Los Angeles County. Bambi Meets Godzilla war sein erster Animationsfilm und ein aus der Not heraus entstandener Abschlussfilm. Die Produktionskosten des Independent-Films, der in Schwarzweiß gezeichnet wurde, beliefen sich auf rund 500 Dollar. Insgesamt wurden für den kurzen Film nur rund 15 Zeichnungen genutzt, Abläufe von Bambi beim Grasen werden dabei beispielsweise wiederholt. Bambis Szenen sind vom Stück Ranz des vaches aus Gioachino Rossinis Guillaume Tell musikalisch unterlegt, während ab Godzillas Auftreten der Schlussakkord von A Day in the Life der Beatles ausklingt.
Weite Teile des Films bestehen aus Vor- und Abspann mit Credits. Im Vorspann listet Marv Newland ausschließlich sich in den verschiedenen Credit-Angaben, die zum Teil humorvollen Charakter haben („Bambi’s wardrobe by Marv Newland“, „Marv Newland produced by Mr. & Mrs. Newland“). Im Nachspann bedankt sich Newland bei der Stadt Tokio für die Bereitstellung von Godzilla für den Film.
Bambi Meets Godzilla wurde in den 1970er-Jahren zusammen mit dem Kurzanimationsfilm Thank You Mask Man als Begleitprogramm zu Philippe de Brocas Herzkönig in den Kinos gezeigt, wobei das Gesamtprogramm den Namen The King and His Loyal Short Subjects trug. Insgesamt sollen sich die Einnahmen des Films auf mehr als 100.000 Dollar belaufen.

## Rezeption
Bambi Meets Godzilla erreichte im Laufe der Jahre Kultstatus und wurde vor allem im Internetzeitalter häufig kopiert. Eric Fernandes brachte 1999 eine indirekte Fortsetzung unter dem Titel Son of Bambi Meets Godzilla heraus, in der Bambis Sohn Rache nimmt.
Bill Plympton nannte den Film „unglaublich komisch“ und den Deep Throat der Animation. Er selbst wünsche sich einen eigenen Film, der erfolgreicher als Bambi Meets Godzilla wird, wisse aber, dass dieses Ziel unrealistisch sei. Der Film gehöre „mit Recht zu den Klassikern des Animationsfilms, weil er in nur eineinhalb Minuten den anarchischen Kern des Cartoon-Genres perfekt auf den Punkt bringt“, so filmstarts.de.
Gelegentlich wurde der Film als Metapher gedeutet, wie der Westen die chinesische Kulturpolitik sieht. Zudem wurde er als Kritik am Disney-Imperium bewertet, die über die parodistisch verwendete Godzilla-Figur transportiert werde.

## Auszeichnungen
Bambi Meets Godzilla wurde 1994 bei einer Umfrage unter 1000 Animationsfilmern zu einem der 50 besten nordamerikanischen Cartoons aller Zeiten gewählt.